# 伊什塔克爾

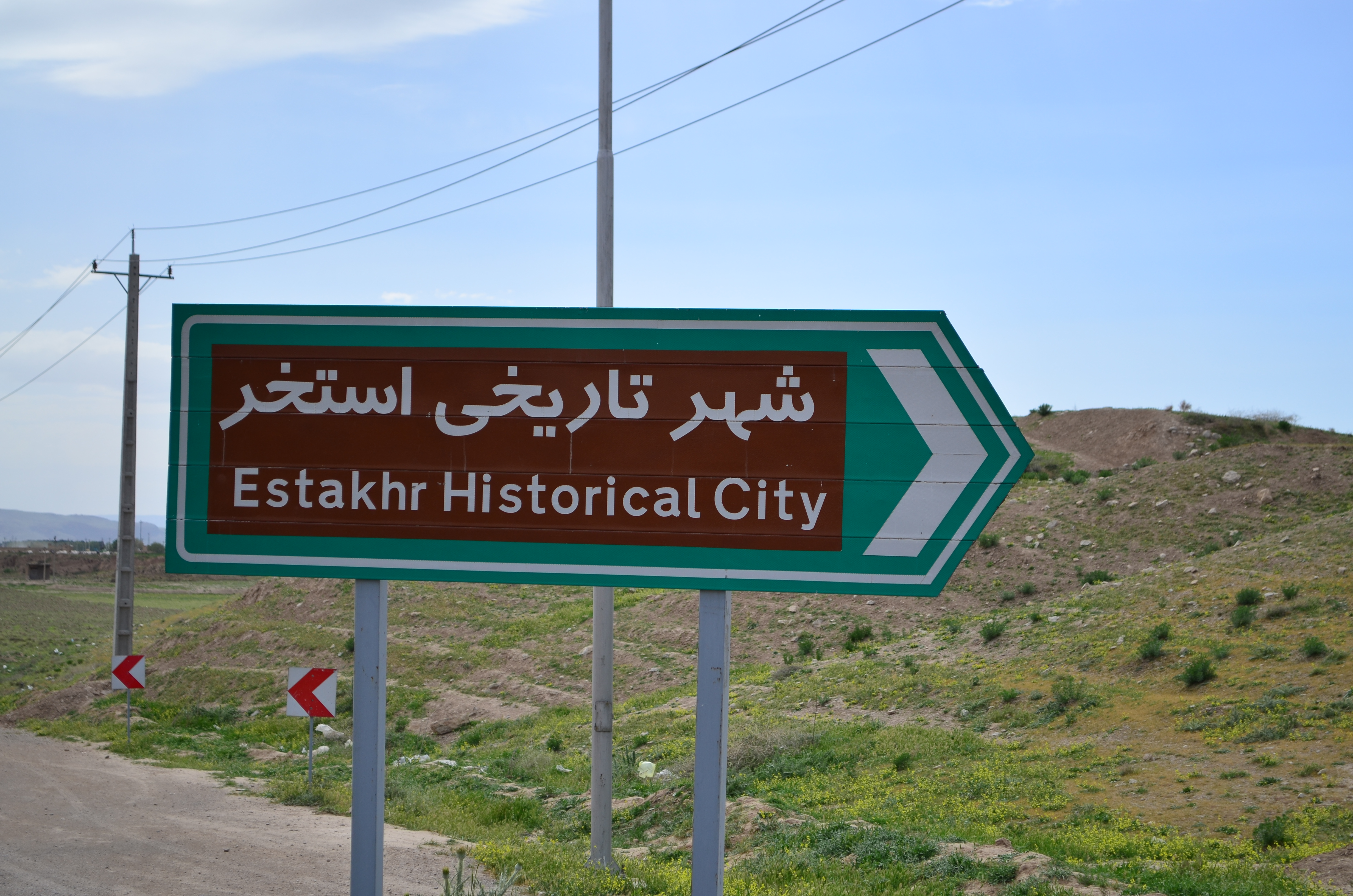
一个指向伊什塔克尔的路标

伊什塔克爾（Istakhr）是伊朗的古城，位於該國南部，由法爾斯省負責管轄，距離波斯波利斯約5公里，該城有多處考古遺址。

## 外部連結
- History & Archaeology of Estakhr

29°58′51″N 52°54′34″E / 29.98083°N 52.90944°E